# Подорожникоцветник
Подорожникоцветник (также псиллиостахис; лат. Psylliostachys) — род травянистых растений семейства Свинчатковые (Plumbaginaceae).

## Ботаническое описание
Однолетние травянистые растения. Листья простые, мягкие, перистораздельные или цельные, собраны в прикорневую розетку.
Цветки белые или розовые, собраны цилиндрические колосья или метёлки. Прицветников 2. Чашечка почти трубчатая или воронковидная, отгиб пятилопастный. Венчик сростнолепестный, почти воронковидный, отгиб пятилопастный. Плод продолговато-обратнояйцевидный или почти линейный.

## Виды
Род включает 9 видов:
- Psylliostachys ×afghanica Roshkova (Psylliostachys beludshistanica × Psylliostachys leptostachya)
- Psylliostachys anceps (Regel) Roshkova — Подорожникоцветник двусторонний
- Psylliostachys ×androssovii Roshkova — Подорожникоцветник Андросова (Psylliostachys anceps × Psylliostachys leptostachya)
- Psylliostachys beludshistanica Roshkova
- Psylliostachys leptostachya (Boiss.) Roshkova — Подорожникоцветник тонкоколосый
- Psylliostachys ×myosuroides (Regel) Roshkova — Подорожникоцветник мышехвостниковый (Psylliostachys leptostachya × Psylliostachys suvorovii)
- Psylliostachys spicata (Willd.) Nevski typus — Подорожникоцветник колосовидный
- Psylliostachys suvorovii (Regel) Roshkova — Подорожникоцветник Суворова
- Psylliostachys volkii Rech.f.